# Illyésmező
Illyésmező (románul Ilieși) falu Romániában, Maros megyében. Közigazgatásilag Szovátához tartozik.

## Fekvése
A falu Szovátától 3 km-re délkeletre, Maros megye keleti határán helyezkedik el, a Görgényi-havasok lábánál, a Juhod-patak völgyében.

## Története
Illyésmező nevét 1760–1770 között említették először. Nevét egy Illyés nevű pásztorról kaphatta, aki itt    irtást végzett és itt telepedett le.
1850-ben Illyes, 1854-ben Illyésmezö, Ilies, 1850-ben, 1913-ban Illyésmező-nek írták.
Orbán Balázs leírásában Illyés-mezeje, egy alig 80 éves telepként volt említve.
1799- 1845 között taxás családok (zsellérek) bérelték.
1910-ben 260 lakosából 259 magyar volt. Ebből 37 római katolikus, 142 görögkatolikus, 81 református volt.
A trianoni békeszerződés előtt Maros-Torda vármegye Nyárádszerdai járásához tartozott.

## Nevezetességek
Illyésmező közelében a fenyvesek szikláin állt valaha Rapsóné vára (névváltozatai Rabsonné, Rapsonné), melynek legendáját Kőváry László írta le Erdély régiségei és történelmi emlékei című művében:
A rege szerint a szép Rapsonné ide hallá, a mikor Kolozsvárott a harangot megkondíták; a mig behuzák felöltözött, befogott, s ugy hajtatott, hogy még templomba ért.
Az útnak, hol Rapsonné e kocsikázást tevé maig is látszanak nyomai. A várból a Kaczatetőn, Szováta sódombja felé ment, s a nép ördögútjának nevezi. Ez út készítéséért Rapsonné az ördögnek egy hegy aranyot s egy völgy ezüstöt igért. Az ördög bériért jött, Rapsonné összefogta jobb keze három ujját, reá tett egy aranyot, tenyere völgyületébe pedig egy darab ezüstöt: im, a hegy arany s a völgy ezüst, szólt az ördögnek. A megcsalatott ördög erre méregbe jött, s a kész útat Szovátától egész Kolozsvárig összerontá, csak is a vár közelében hagyott fenn egy darabot.
A vár keletkezéséről okleveles adatok nem maradtak fenn. Egyes kutatók véleménye szerint a 11–12. században épült, mint a magyar királyi határvédelmi rendszer része. Régészeti kutatások ezzel szemben a 13. századra datálják, és mentsvárnak vélik, ahol ellenséges dúlás alatt a Kis-Küküllő és a Korond-patak völgyeinek lakói meghúzódhattak.